# 戈爾德史密斯 (紐約州)
戈爾德史密斯（英語：Goldsmith）是位於美國紐約州富蘭克林縣的非建制地區。

## 歷史
戈爾德史密斯的郵局於1886年設立，其後於1919年停運。

## 地理
戈爾德史密斯所處的海拔為高於海平面399米（即1309英呎），而該地所採用的時區為UTC-5，即北美东部时区（EST）。同時該地設有夏令時間，為UTC-5調快一小時，即UTC-4（EDT）。